# Лацис, Анна Эрнестовна
Анна (Ася) Эрнестовна Лацис (латыш. Anna (Asja) Lācis, до замужества — Лиепиня (латыш. Liepiņa); 19 октября 1891, Рижский уезд, Лифляндская губерния, Российская империя — 21 ноября 1979, Рига) — латышская советская актриса, театральный деятель и режиссёр. Заслуженный деятель искусств Латвийской ССР.

## Биография
Дочь рабочего Рижского вагоностроительного завода.
После окончания Рижской гимназии недолго обучалась в Психоневрологическом институте имени Бехтерева в Санкт-Петербурге.
Увлеклась театром. Её кумиром стал Всеволод Мейерхольд. Большое влияние на Асю произвели авангардные работы Владимира Маяковского и режиссёра Николая Евреинова. В 1914 году она вышла замуж за Юлия Лациса. В начале следующего года поступила в Московский городской народный университет имени А. Л. Шанявского (ныне Российский государственный гуманитарный университет) в Москве.
Одновременно, в 1915—1916 годах в Москве в посещала студию Ф. П. Комиссаржевского.
Член РКП (б). В 1920-х годах стала известна своими работами с пролетарскими театральными коллективами для детей и агитпропом в Советской России и Латвии.
В 1918—1919 годах — руководитель Театра эстетического воспитания в Орле. В 1920—1922 годах возглавляла театральную студию при Рабочем университете в Риге.
В 1922 году уехала в Германию. Работала в Берлине с режиссёрами Максом Рейнхардтом и Эрвином Пискатором, которых познакомила с идеями Владимира Маяковского и Всеволода Мейерхольда.
Там же познакомилась с психологом неофрейдистом Вильгельмом Райхом, одним из основоположников европейской школы психоанализа и драматургом и театральным деятелем Бертольтом Брехтом.
Позже, вместе с Вильгельмом Райхом переехала в Мюнхен, где в 1923—1924 годах работала ассистентом у Бертольта Брехта.
В 1924 году на Капри познакомилась с немецким философом и критиком Вальтером Беньямином, который позже для неё написал «Программу пролетарского детского театра». Их непростые близкие отношения длились в течение нескольких следующих лет (до 1930). В. Беньямин по приглашению А. Лацис навещал её в Риге и Москве. А. Лацис приобщила Беньямина к марксизму.
В 1925 году А. Лацис играла роль в «Даме с камелиями» в Немецком театре под руководством своего будущего мужа, режиссёра и театрального теоретика Бернхарда Райха.
В 1925 году она вернулась в Ригу. Руководила театром при Клубе левых профсоюзов. Из-за преследований латышских властей, была вынуждена весной 1926 года покинуть Латвию и переехать в СССР.
В столице работала в отделе народного образования, руководила первым детским кинотеатром в Москве. Сопровождала в поездке по СССР драматурга и антифашиста Эрнста Толлера и Эрвина Пискатора.
В 1928—1930 годах была референтом по вопросам культуры в торговом представительстве СССР в Берлине.
В 1930 году вернулась в СССР. В 1932 году поступила на сценарный факультет института кинематографии в Москве. В следующем году работала режиссёром латышского театра «Skatuve».
В 1934 году была помощником режиссёра Э. Пискатора при экранизации новеллы Анны Зегерс «Восстание рыбаков».
В 1938 году репрессирована. До 1948 года находилась в заключении и ссылке в Казахстане. В 1948 году возвратилась в Латвию. В 1950—1957 годах руководила Валмиерским драматическим театром, а затем, после реабилитации, переехала в Ригу. В 1956 году восстановлена в рядах КПСС. После выхода на пенсию в 1958 году работала в качестве театрального критика.
А. Лацис — автор ряда работ о театре, в том числе, немецком («Революционный театр Германии», М. 1935), пролетарском направлении в драматургии. Опубликовала в Германии книгу воспоминаний «Революционер по профессии», которая была сочувственно принята левой интеллигенцией. Русский вариант воспоминаний появился позже в 1984 году в Риге. Внесла большой вклад в распространении произведений Б. Брехта в СССР.
Умерла в Риге и похоронена на кладбище Райниса.

## Награды и звания
- Орден «Знак Почёта» (03.01.1956)
- Заслуженный деятель искусств Латвийской ССР